# جانت
جانت (به عربی: جانت) یک شهر و شهرداری در الجزایر است که در ناحیه جانت واقع شده‌است. جانت ۵۷٬۴۶۰ کیلومتر مربع مساحت و ۱۴٬۶۵۵ نفر جمعیت دارد و ۱٬۰۳۵ متر بالاتر از سطح دریا واقع شده‌است.